# Laundroid
Le Laundroid est un robot ménager capable de laver, sécher, repasser, trier, plier et ranger des vêtements dans une penderie.

## Développement
Le Laundroid a été présenté pour la première fois en 2015 à Tokyo. Il a été conçu conjointement par Daiwa House, Panasonic et Seven Dreamers. Son système de reconnaissance visuelle et ses bras robotisés lui permettent de prendre et plier un vêtement entre trois et dix minutes, soit une nuit entière pour une charge de linge. Sa mise en vente a d'abord été faite au Japon et par la suite, en nombre limité, aux États-Unis en 2017. Les premières machines seront seulement capable de plier les vêtements et de les ranger dans la penderie. Mais le produit final, capable de laver, sécher, repasser, plier et ranger, est prévu pour 2019,,.
En novembre 2016, Seven Dreamers a annoncé qu'elle a obtenu un montant supplémentaire de 60 millions de dollars de Panasonic.